# Joropo

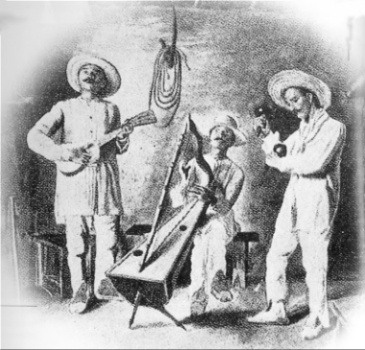

Joropo é um estilo musical que se assemelha à valsa, e um acompanhamento de dança, tendo influências africanas e européias. É fundamental gênero pertencente à Venezuela e à Colômbia, especificamente a sua música típica e música crioula. É também o ritmo folclórico mais popular do país: a conhecida canção "Alma Llanera" é um joropo, considerado o hino nacional não oficial da Venezuela.